# UFC 119
UFC 119: Mir vs. Cro Cop fue un evento de artes marciales mixtas celebrado por Ultimate Fighting Championship el 25 de septiembre de 2010 en el Conseco Fieldhouse, en Indianápolis, Indiana.

## Historia
El 15 de agosto de 2010, Antônio Rodrigo Nogueira tuvo que retirarse de su pelea con Frank Mir debido a una lesión que requería cirugía. Más tarde se informó la lesión en la cadera. Mirko Filipović reemplazó a Nogueira en el evento principal. La pelea Mir/Nogueira fue reprogramada y se llevó a cabo en UFC 140 en diciembre de 2011.
Aaron Riley esperaba pelear con el recién llegado a UFC Pat Audinwood en este evento, pero Riley se vio obligado a salir de la tarjeta con una lesión y fue sustituido por Thiago Tavares.
UFC 119 contó con las peleas preliminares en vivo por Spike TV y en Gran Bretaña por ESPN.

## Premios extra
Cada peleador recibió un bono de $70,000.
- Pelea de la Noche: Sean Sherk vs. Evan Dunham y Matt Mitrione vs. Joey Beltrán
- KO de la Noche: No se entregó.
- Sumisión de la Noche: C.B. Dollaway